# Palazzo INAIL (Carrara)
Il Palazzo INAIL  è un edificio polifunzionale situato in via Cucchiari, 8 a Carrara.

## Storia

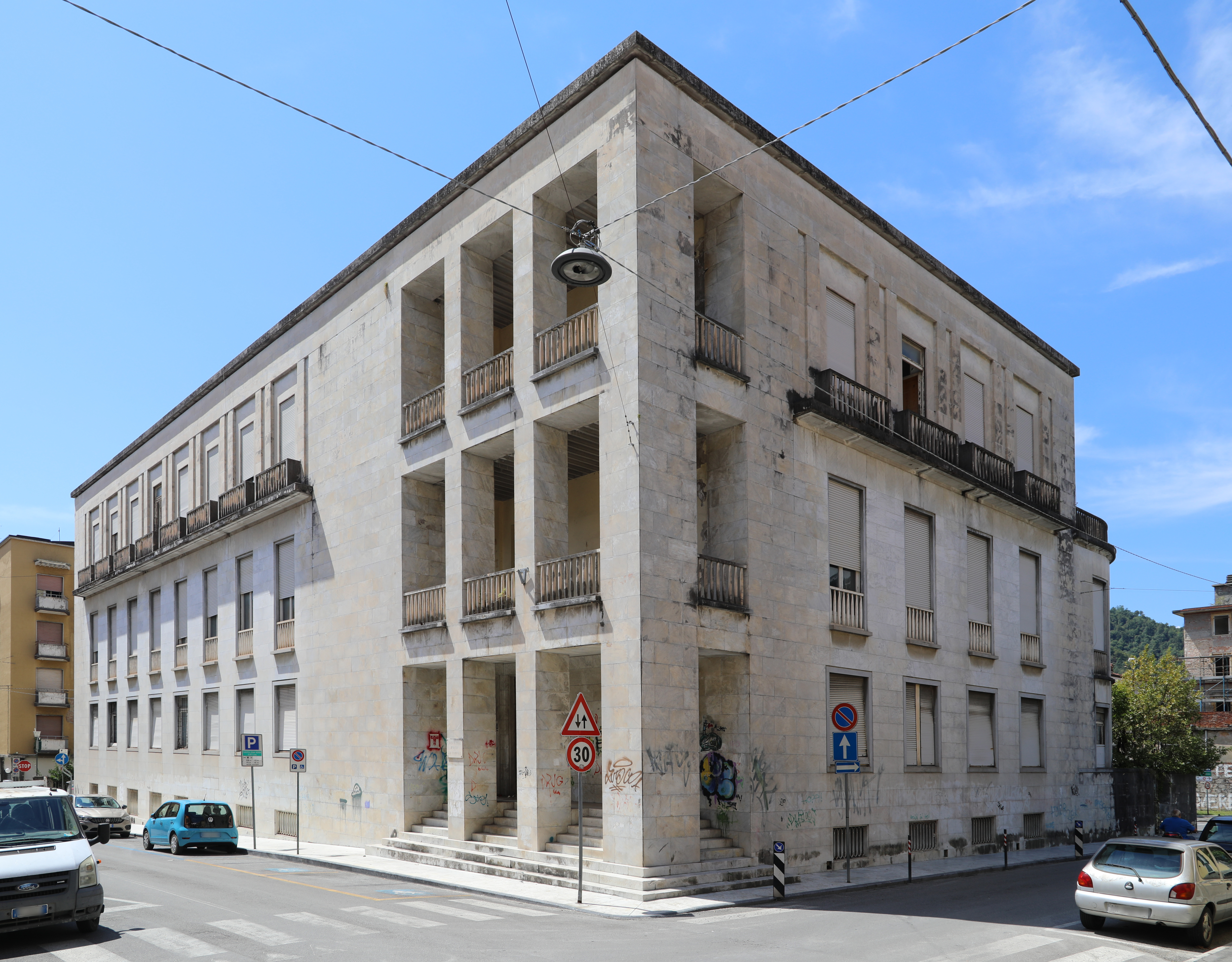
Palazzo INAIL

L'intenzione di realizzare una nuova sede INFAIL a Carrara viene espressa in una lettera del 9 ottobre 1939 inviata dalla Direzione per la Toscana e l'Umbria dell'INFAIL di Firenze alla Direzione della sede di Apuania e Carrara, con la richiesta di informazioni circa le agevolazioni fiscali esistenti sugli edifici di nuova costruzione.
Il terreno per la costruzione fu acquistato dall'Istituto, nella persona del direttore dell'Ispettorato per la Toscana e l'Umbria, comm. Tosco Toschi, l'11 maggio 1940 con atto rogato Venè dalla Società Anonima della Ferrovia Marmifera Privata di Carrara nella persona del presidente comm. avv. Camillo Micheli. Il terreno era contiguo alla preesistente sede INFAIL, posta sulla via Buonarroti in angolo con via Pelliccia, sul lato opposto della ferrovia marmifera.
Il progetto venne elaborato dall'arch. Luigi Giulini dell'Ufficio Tecnico dell'INFAIL (disegnatore Bucci) presumibilmente intorno al 1939, poi rivisto e modificato nel 1940 e nel 1941.
I lavori, diretti dal comm. ing. Aldo Scarzella, iniziarono nel giugno 1940 per essere conclusi nel 1946; il certificato di abitabilità venne rilasciato dall'Ufficio di Igiene di Carrara il 18 settembre 1946. Nello stesso anno divenne sede INAIL.
Durante gli anni di guerra il seminterrato del palazzo, costruito in cemento armato, venne usato come rifugio antiaereo; successivamente, oltre ad ospitare agli uffici e agli ambulatori INAIL, il palazzo venne destinato in parte ad abitazioni.
Intorno al 1975, con l'apertura di via del Cavatore sul tracciato della preesistente Ferrovia Marmifera e la conseguente demolizione delle cosiddette "case nere" circostanti, venne restaurato il fronte tergale del palazzo e demolito e ricostruito il muro di cinta già in marmo.
Dal 1985, data del trasferimento degli uffici nella nuova sede INAIL di viale don Minzoni, i locali del palazzo sono interamente destinati ad uffici e dati in affitto a diversi enti (ANMIL, USL, Ordine dei Medici, CONI ecc.).

## Descrizione
Circondato da un'edilizia circostante priva di particolari caratteristiche, ad esclusione di alcuni villini con decorazioni di marca liberty, il palazzo costituisce un intero isolato compreso tra le vie Cucchiari, Buonarroti, Bartolini e via del Cavatore, aperta negli anni intorno al 1970.
È limitrofo alla piazza Menconi, appena fuori del centro cittadino; sul lato opposto di via del Cavatore, che svolge funzioni di strada di circonvallazione, sorgono il Palazzo Tenerani (1926) e l'ex casa del Balilla.
L'edificio si eleva su tre piani fuori terra oltre al seminterrato; presenta il totale rivestimento marmoreo dei prospetti su via Cucchiari, via Buonarroti e del più basso corpo circolare avanzato sul retro, mentre il prospetto tergale e il settore a testata curva del fronte su via Bartolini sono finiti ad intonaco, così che la costruzione sembra risultare dalla compenetrazione di due solidi distinti.
Di carattere marcatamente razionalista, informato ad un puro linearismo, l'insieme è coronato da una spessa fascia in cemento che costituisce la cimasa del parapetto della terrazza di copertura.

### Esterno

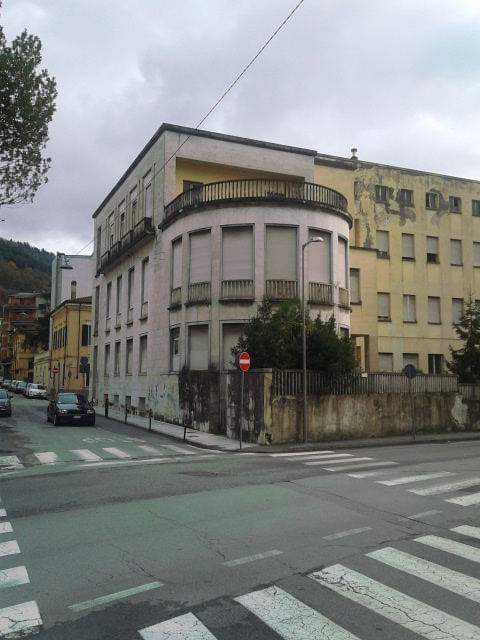
Retro

Il fronte principale, di elegante impaginazione, è caratterizzato, nel settore in angolo tra la via Cucchiari e la via Buonarroti, dalla sovrapposizione di tre loggiati tripartiti; in quello a pian terreno, preceduto da una scalinata marmorea, si aprono gli ingressi dell'edificio.
Il resto della facciata è scandita da file di aperture regolari incorniciate in bardiglio scuro con infissi in legno bianco, balaustre a colonnine nei parapetti del primo piano e nei balconi sostenuti da una lama in aggetto all'ultimo livello, quest'ultimo arricchito da una successione di lesene tra i vani delle portefinestre.
Identica si ripete la composizione del più ridotto fronte su via Buonarroti, concluso da un avancorpo circolare scandito da otto finestrature, la cui copertura costituisce la terrazza del terzo livello.
A questo corpo si aggancia il volume "secondario" trattato ad intonaco, affacciato sul cortile interno e su via Bartolini, dove si conclude con andamento leggermente incurvato prima di riallacciarsi alla parete piena rivestita in marmo.
Il fronte tergale si eleva su quattro livelli oltre il seminterrato, comprendendo anche il piano attico, ed è ritmato dalla successione regolare delle finestre rettangolari. Parallele alla facciata sono elevate due scale di accesso al piano terreno rialzato, attestate agli avancorpi sulle estremità di cui quello ad Ovest segnato dalla lunga apertura con vetrocemento per l'illuminazione del vano scala secondario cui si accede dall'ingresso di via Bartolini.
Il terreno di pertinenza dell'Istituto è delimitato verso via del Cavatore da un muro di cinta con colonnine superiori, eretto in sostituzione di quello esistente, in marmo, in occasione dell'apertura della nuova strada.

### Interno
Le due entrate aperte sul portico d'ingresso immettono rispettivamente negli uffici del piano terreno e in un atrio ovale con paramento ad intonaco, pavimentato in marmo e decorato da una scultura in marmo bianco, dal quale si diparte la scala principale di collegamento tra i piani.
A sviluppo elicoidale, la scalinata in marmo con ringhiera in legno costituisce, come in molti altri esempi di architettura del Regime, l'elemento più caratterizzante e ricercato dell'edificio ed è illuminata dall'alto tramite un lucernario a cupola realizzato con elementi circolari in vetrocemento; le porte di ingresso ai diversi piani sono aperte in corrispondenza del portone e bordate in marmo.
Oltre alla scala secondaria all'estremità opposta del fabbricato, anch'essa in marmo con ringhiera in legno ma con sviluppo a rampa continua arrotondata su un lato, il collegamento verticale è assicurato da una terza scala interna, a tre rampe, priva di accessi dall'esterno.
Su ciascun piano, i vari ambienti sono distribuiti da due corridoi centrali; al primo piano, in cui sono attualmente insediati gli uffici del CONI, permangono le pavimentazioni originali alla palladiana e in marmettoni, gli infissi interni originali in legno scuro, le pavimentazioni dei terrazzi in mosaico.

## Fortuna critica

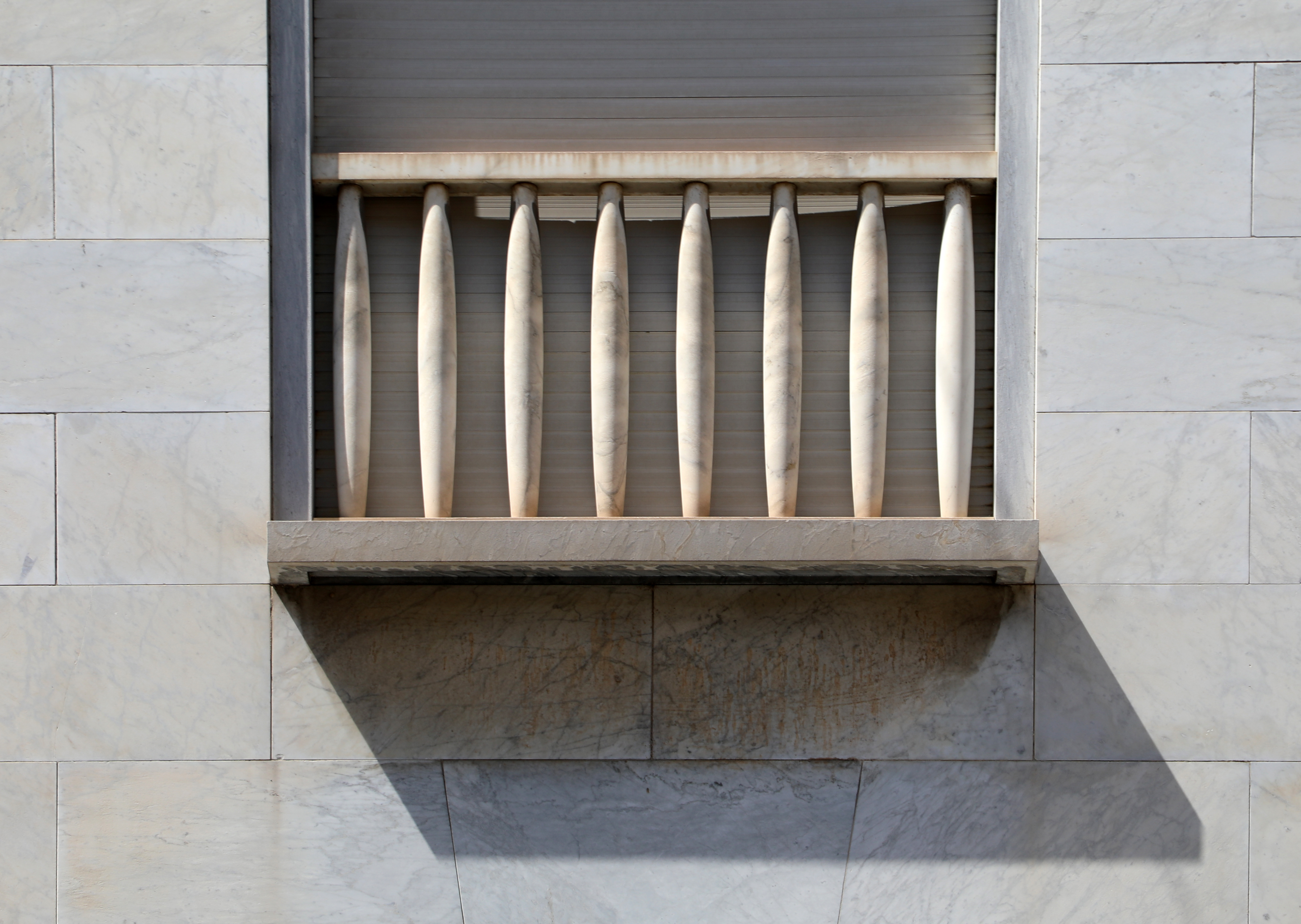
Dettaglio

Erroneamente datato al 1938, l'edificio è segnalato per l' "elegante e coerente modernismo funzionale" e considerato "un ideale "trait d'union" tra il monumentalismo del periodo fascista e le nuove concezioni dell'edilizia pubblica".